# Teresa Heinz Kerry
Maria Teresa Thierstein Simões-Ferreira Heinz Kerry (Lourenço Marques, 5 de outubro de 1938) é uma filantropa estadunidense e esposa do ex-secretário de estado dos Estados Unidos da América John Kerry.

## Vida
Teresa Heinz Kerry nasceu na então capital da colónia portuguesa de Moçambique, filha do médico José Simões-Ferreira, de Alquerubim (concelho de Albergaria-a-Velha), e de Irene Thierstein, de ascendência alemã. Foi baptizada Maria Teresa Thierstein Simões-Ferreira. Ao chegar aos 18 anos, a jovem portuguesa escolheu estudar línguas na Universidade de Witwatersrand. 
À África do Sul seguiu-se a Suíça, com estudos de tradução em Genebra. E depois, em 1963, foi aos Estados Unidos para um trabalho na sede da ONU, em Nova Iorque. Em 1966 se casou com John Heinz III, herdeiro das empresas H. J. Heinz Company. Com o pai dos seus três filhos viveu a primeira experiência como mulher de político, pois assistiu à sua eleição como senador republicano pela Pensilvânia. E quando este morreu num acidente aéreo em 1991 conta-se que a senhora Heinz terá recusado herdar o seu cargo, decidida a dedicar-se à gestão da fundação ligada à empresa familiar. 
Foi como membro da delegação americana à Cimeira da Terra, em 1992, no Rio de Janeiro, que a viúva Teresa se cruzou com John Kerry, senador democrata pelo Massachusetts. Casaram-se em 26 de maio de 1995 em Nantucket, Massachusetts, e ela só se assumiu como democrata quando o novo marido tentou destronar George W. Bush.
Teresa Heinz é considerada uma grande filantropa, contribuindo com ajuda financeira para muitas instituições, principalmente no âmbito educacional e de pesquisa científica. Ocupa-se sobretudo das actividades ligadas ao ambiente e à saúde, um homenagem ao seu pai português. Teresa Heinz Kerry é fluente em português, inglês, francês, espanhol e italiano.